# Martsina
Martsina – wieś w Estonii, w prowincji Võru, w gminie Meremäe.